# Роща (станция)
Роща — станция Бологое — Псковского направления Октябрьской железной дороги.
Расположена в двух километрах к северу от деревни Молоди и в трёх километрах к северо-востоку от деревни Ростани, на перегоне Щиленка — Льносовхоз, в Порховском районе Псковской области. Имеется одна платформа, расположенная с левой стороны пути. На станции имеют остановку 2 пары пригородных поездов по понедельникам и 1 пара по остальным дням. Кассы отсутствуют.

## Путевое развитие
Путевое развитие включает в себя три пути у первого пути короткая низкая платформа